# 徳島 - 岡山線

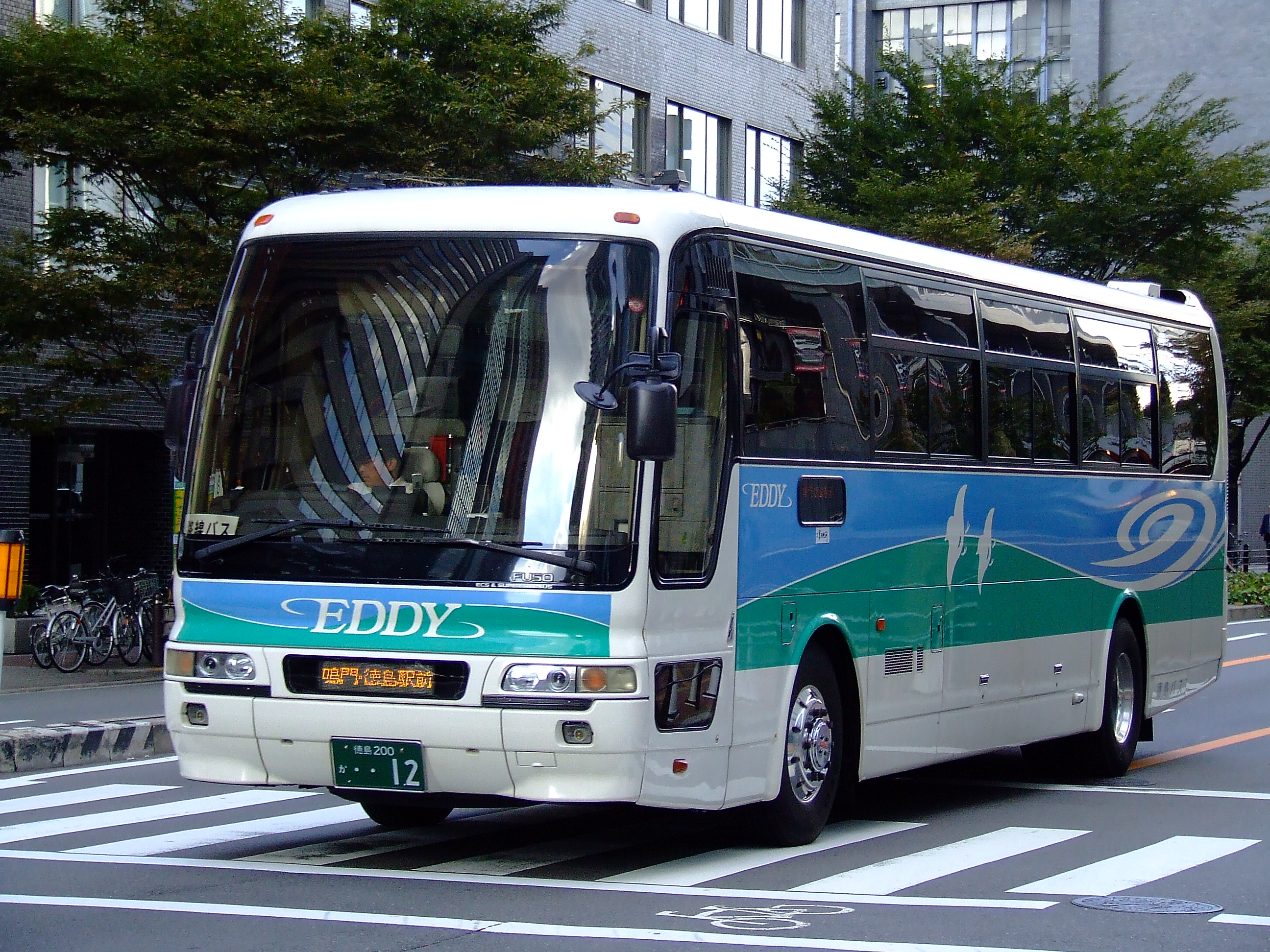
徳島バスの運行車両

徳島 - 岡山線は、岡山県岡山市と香川県木田郡三木町・さぬき市・東かがわ市・徳島県鳴門市・板野郡松茂町・徳島市を結ぶ高速バス路線である。
全便座席指定制のため、乗車には予約が必要（インターネット・コンビニ（ローソン・ファミリーマート）予約（発券）も可能）。

## 歴史
- 2003年4月25日 中国JRバス・四国旅客鉄道（当時）・徳島バスの3社により「徳島岡山エクスプレス」の愛称で徳島 - 岡山・倉敷間の運行開始[1][注 1]、各社が1往復ずつ担当の3往復で運行。
- 2004年4月1日 四国旅客鉄道のバス部門をJR四国バスに分社。
- 2007年11月1日 JR四国バスが撤退。みどりの窓口での発売を中止。徳島バスがJR四国バスの担当ダイヤをそのまま引き継ぐ。
- 2008年2月1日 ダイヤ改正。岡山放送前・高速三木・高速津田・高速引田に停車開始。
- 2009年11月1日 中国JRバス撤退により徳島バス単独運行となり、本数も中国JRバス担当分の1往復が減便され、2往復に。
- 2010年6月1日 岡山駅前のバス乗り場を、ワシントンホテルプラザ前から岡山駅西口バスターミナルへ変更、天満屋バスセンター停車を廃止。この頃から「徳島岡山エクスプレス」の愛称はあまり使用されなくなり[注 2]、かわって徳島バスの高速バスの愛称である「エディ」が使用されるようになる。
- 2011年
  - 11月25日 倉敷駅北口 - 岡山駅西口間の運転が廃止され、瀬戸大橋温泉・川崎医大前・倉敷駅北口の各バス停が廃止に。また、この日から岡山側運行支援を両備ホールディングス（両備バス）に変更。
  - 12月22日 運行撤退後も実施されていた、中国JRバスの岡山側の発券業務がこの日限りで終了。
  - 12月23日 共同運行事業者に両備バスが参入し（愛称:リョービエクスプレス徳島）、徳島バスとの2社共同運行となり、本数も両備バス担当便1往復が増便され、約2年ぶりに3往復体制に。また、新たに岡山インター・倉敷インターに停車。
- 2017年4月1日 徳島バス担当便1往復が両備バス担当となり、徳島バス1往復、両備バス2往復体制となる。
- 2021年4月1日 両備バス担当便1往復が減便され、徳島バス・両備バスそれぞれ1往復体制となる。倉敷インターバス停廃止。

## 運行会社
- 徳島バス（愛称：エディ）
  - 北島営業所が1往復を担当。
- 両備ホールディングス（両備バス、愛称：リョービエクスプレス徳島）
  - 両備バスカンパニー岡山営業所が1往復担当。

## 停車停留所
▼…徳島行は乗車のみ、岡山行は降車のみの扱い
▲…岡山行は乗車のみ、徳島行は降車のみの扱い
（2021年4月1日改正）
| 停車停留所名                   | 停留所所在地 | 停留所所在地 |   | 備考                                         |
| ------------------------------ | ------------ | ------------ | - | -------------------------------------------- |
| 岡山駅西口                     | 岡山県       | 岡山市北区   | ▼ | 岡山駅西口バスターミナル26番乗り場に停車     |
| 岡山大学筋                     | 岡山県       | 岡山市北区   | ▼ |                                              |
| 岡山インター                   | 岡山県       | 岡山市北区   | ▼ | インターチェンジ外の岡山インターバス停に停車 |
| 高速三木（高松道）             | 香川県       | 木田郡三木町 | ▲ |                                              |
| 高速志度（高松道）             | 香川県       | さぬき市     | ▲ |                                              |
| 高速津田（高松道）             | 香川県       | さぬき市     | ▲ |                                              |
| 高速大内（高松道）             | 香川県       | 東かがわ市   | ▲ |                                              |
| 高速引田（高松道）             | 香川県       | 東かがわ市   | ▲ |                                              |
| 鳴門西（高松道）               | 徳島県       | 鳴門市       | ▲ |                                              |
| 鳴門インター北口               | 徳島県       | 鳴門市       | ▲ |                                              |
| 松茂（徳島とくとくターミナル） | 徳島県       | 板野郡松茂町 | ▲ |                                              |
| 徳島駅前                       | 徳島県       | 徳島市       | ▲ | 3番乗り場に停車                              |

## 運行経路
- 岡山市内 - 国道53号 - 岡山IC - 山陽自動車道 - 瀬戸中央自動車道 - 高松自動車道 - 鳴門IC - 国道11号 - 国道192号 - 徳島市内

## 運行回数
- 昼行2往復

## 車内設備
- 4列シート
- フットレスト
- レッグレスト
- トイレ
- おしぼり
- 読書灯